# Ahorn (Gemeinde Lunz am See)
Ahorn ist eine Katastralgemeinde der Gemeinde Lunz am See im Bezirk Scheibbs in Niederösterreich.

## Geografie
Das Ahorntal, das im unteren Abschnitt Sulzbachtal genannt wird, befindet sich westlich von Lunz und bildet den namensgebenden Teil der Katastralgemeinde, die im Norden bis ins Kothbergtal reicht und im Süden bis an die Ybbs, die auch die Grenze darstellt. Nach Westen erstreckt sich Ahorn beinahe bis Göstling an der Ybbs.

## Gliederung
In der Katastralgemeinde liegen Teile von Lunz, die Streusiedlungen Ahorntal, Kasten und Hagen, die Weiler Pramelreith und Pramellehen sowie zahlreiche Einzellagen.

## Geschichte
Im Jahr 1822 wurde der Ort als Rotte mit 34 Häusern dargestellt, die nach Sankt Georgen am Reith eingepfarrt war, wohin auch die Kinder eingeschult wurden. Teilweise besuchte man jedoch die Kirche und die Schule in Lunz. Die Herrschaft Gleiß besaß die Ortsobrigkeit, übte die Landgerichtsbarkeit aus, besorgte die Konskription und hatte die Grundherrschaft inne. Im Jahr 1938 waren laut Adressbuch von Österreich in Ahorn zahlreiche Landwirte ansässig.

## Siedlungsentwicklung
Zum Jahreswechsel 1979/1980 befanden sich in der Katastralgemeinde Ahorn insgesamt 203 Bauflächen mit 56.273 m² und 100 Gärten auf 79.604 m², 1989/1990 waren es 204 Bauflächen. 1999/2000 war die Zahl der Bauflächen auf 500 angewachsen und 2009/2010 waren es 341 Gebäude auf 498 Bauflächen.

## Bodennutzung
Die Katastralgemeinde ist forstwirtschaftlich geprägt. 488 Hektar wurden zum Jahreswechsel 1979/1980 landwirtschaftlich genutzt und 2236 Hektar waren forstwirtschaftlich geführte Waldflächen. 1999/2000 wurde auf 475 Hektar Landwirtschaft betrieben und 2240 Hektar waren als forstwirtschaftlich genutzte Flächen ausgewiesen. Ende 2018 waren 423 Hektar als landwirtschaftliche Flächen genutzt und Forstwirtschaft wurde auf 2240 Hektar betrieben. Die durchschnittliche Bodenklimazahl von Ahorn beträgt 20,1 (Stand 2010).

## Sehenswürdigkeiten

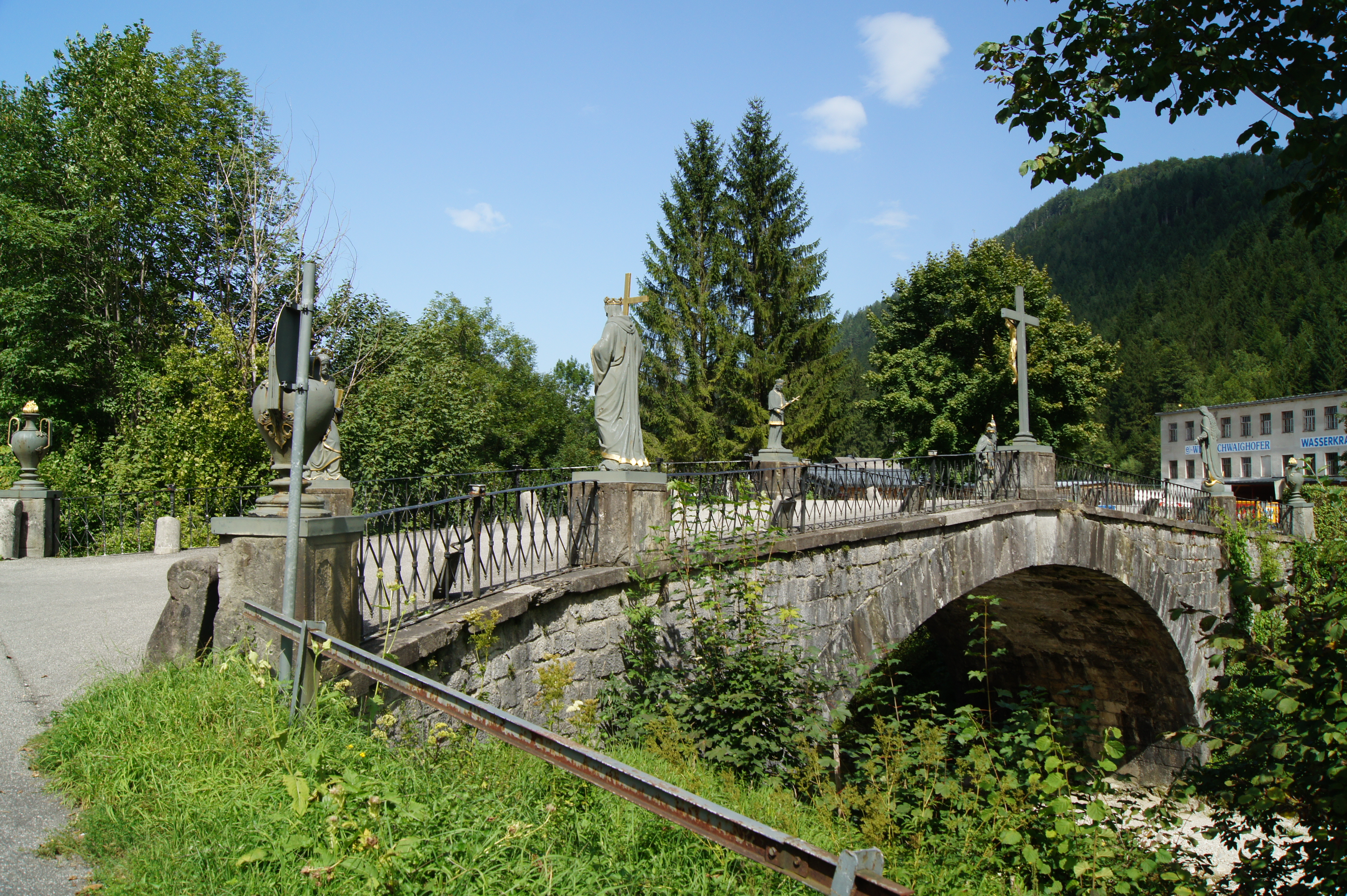
Töpperbrücke zwischen Seekopf und Ahorn

* Töpperbrücke, über die Ybbs führende Brücke mit Vasen und Statuen aus Gusseisen, Denkmalschutz (Listeneintrag)